# Мамедов, Гусейн Кули-Мамед Оглы
Гусейн (Союн) Кули-Мамед Оглы Мамедов (груз. ჰუსეინ ყული-მამედ ოღლი მამედოვი, 1875, Муганло — не ранее 1921) — грузинский политик, член Учредительного собрания Грузии (1919—1921).

## Биография
Из крестьян. Азербайджанец по национальности. Получил начальное домашнее образование.
С 1899 года — член Российской социал-демократической рабочей партии. С 1904 года выступил одним из основателей мусульманской социал-демократической рабочей партии «Гуммет» («Энергия»).
12 марта 1919 года избран членом Учредительного собрания Грузии по списку Социал-демократической партии Грузии. В марте 1919 года вместе с Георгием Анжапаридзе, Самсоном Пирцхалавой и Петром Сургуладзе был избран в специальную комиссию, созданную для расследования причин Ахалцихского восстания. Принимал активное участие в работе и других комитетов, созданных для решения проблем грузинских мусульман. Это сыграло важную роль в укреплении связей между правительством и населением. Избран председателем общины Муганло (Карачоп). Занимался публицистикой.
В 1921 году, после советизации Грузии, остался в Грузии.